# A Fairly Odd Christmas
A Fairly Odd Christmas (Los padrinos mágicos: una Navidad mágica en español) es una película de 2012, secuela del telefilme en imagen real de 2011 A Fairly Odd Movie: Grow Up, Timmy Turner! y segunda adaptación en imagen real de la serie de televisión animada de Nickelodeon Los padrinos mágicos. Esta fue la segunda vez en que Drake Bell participó en una película de Nickelodeon con tema navideño, la primera había sido Drake & Josh, feliz Navidad. La película original de Nickelodeon fue anunciada por primera vez el 14 de marzo de 2012. La película se emitió en Nickelodeon el 29 de noviembre de 2012, y recibió 4 473 000 espectadores en su fecha de estreno.

## Argumento
La película sigue a partir de los acontecimientos de la película A Fairly Odd Movie: Grow Up, Timmy Turner!. Timmy Turner (Drake Bell), sus hadas (Daran Norris, Susanne Blakeslee y Tara Strong), y Tootie (Daniella Monet) han estado viajando por todo el mundo, concediendo deseos a los demás.
Unos días antes de Navidad, Santa Claus y los duendes van a ver quién es malo y quién es bueno. Sin embargo, Santa da cuenta de que con Timmy ya conceder deseos a los demás, la gente ha tenido sus nombres retirados de la lista agradable. Dos duendes enfrentan a Timmy, sus hadas y Tootie y les dice que Santa quiere hablar con Timmy. Cuando llegan a su taller, Santa explica que quiere dejar de darles regalos a los niños, Timmy desea conceder y explica que con gran poder conlleva una gran responsabilidad. En ese momento, un duende le dice que la máquina de envoltura de regalos se rompe. Cuando Santa desea para su arreglo, Timmy decide concederla. Sin embargo, desde la magia de hada no funciona en "un edificio de elfos", en lugar de la magia se convierte en una explosión que causa a Santa a caer en la máquina, un impacto en la cabeza lo tiene daño cerebral, así y le obliga a actuar como iconos de día de fiesta. Como resultado de la falta de espíritu de la Navidad, el mal funcionamiento del taller y se apaga.
Jorgen von Strangle llega y le dice a Timmy que debe repetir el papel de Santa Claus, ya que es en las reglas que un ahijado debe asumir el papel de un icono de vacaciones si el ahijado les ha hecho daño en la medida en que no pueden hacer su trabajo. Timmy se pone el sombrero de Santa para repetir su papel, y repara el taller, pero solo por un breve momento. Un elfo explica que Timmy no puede ser Santa desde que está en la lista negra. Además, Cosmo, Wanda, Poof y Jorgen no pueden hacer nada al respecto ya que la polaridad magnética de la Tierra en el Polo Norte anula hada mágica. Los elfos explican que para obtener su nombre de la lista negra, debe hablar con Elmer el duende anciano. Los elfos explican que se trata de un camino muy peligroso y que no puede salir con vida. Timmy entonces insiste en ir solo, ya que este es su problema, sin embargo, Tootie, las hadas, los dos duendes, e incluso el Sr. Crocker (quien llegó al Polo Norte en un intento de obtener su nombre de la lista negra) decide etiquetar a lo largo.
El viaje resulta ser difícil, especialmente cuando los elfos pierden la ruta de acceso a Elmer. A medida que continúan, Timmy y Crocker se separan de los otros como resultado de una tormenta de nieve. Las hadas, los duendes, y Tootie se encuentran con un pingüino, quien Tootie cree que conoce el camino a Elmer. Después de que Tootie logra comunicarse con él, el pingüino los guía a un puente que debe llevarlos a Elmer. Mientras tanto, Timmy y Crocker encontrado con un grupo de hombres de pan de jengibre, que están dispuestos a ayudarles. En ese momento, un Crocker hambriento come la cabeza de uno de los hombres de pan de jengibre, haciendo que se enojan y va tras ellos. Los dos de ellos con el tiempo llegan a los otros cinco. Vienen a través del puente, que está fuertemente dañado. Las hadas ayudan a los demás otra vez, sin embargo, en un intento de conseguir más de Crocker, Timmy se cae. Cuando piensan que es el final, Timmy se levanta indemne usando bastones de caramelo que le dio antes por Santa.
Con el tiempo llegan a cabo a Elmer. Al llegar, Timmy pide a Elmer por qué está en la lista negra cuando él ha estado concediendo deseos a los demás. Sin embargo, Elmer explica que sus hadas son los que conceden los deseos de los demás, y que sus deseos están causando más mal que bien, con el apoyo de una serie de clips presentados por Elmer como por ejemplo: una niña al quien deseaba tener un unicornio de verdad al que los padrinos de Timmy concedió, ahora esta volando por los aires asustada por su unicornio, otro quien deseo un camión de verdad se le concedió un camión monstruo gigante quien ahora sin poder controlarlo esta destruyendo los autos sin querer, además que Timmy también le ha favorecido a unos dos ladrones fugitivos y también muestra la escena cuando Timmy accidentalmente lastimo a Santa Claus al intentar conceder su deseo de reparar su máquina de envoltura de regalos con esta parte dejando la Navidad en riesgo para millones de personas en el mundo. Ante esto Elmer se niega a tomar su nombre de la lista negra, y se va. Timmy y los otros están molestos porque no podían arreglar la Navidad. Sin embargo, Crocker se abre a Timmy y le explica que él lo respeta por haber tenido el coraje de arriesgar su vida para la Navidad. Elmer oye y toma el nombre de Timmy fuera de la lista negra. Timmy y los otros luego toman el vehículo de Elmer para volver al taller.
Se dan cuenta de que sin espíritu de la Navidad, El Brujo Invierno Evil (negatividad y depresión) ha cubierto todo el planeta. Los elfos explican que Timmy tiene una pequeña posibilidad de salvar la Navidad ahora que Warlock invierno ha bloqueado el camino para salir del Polo Norte. Timmy se pone rápidamente en la ropa de Papá Noel, vuelve a conectar el taller, y da órdenes a los elfos y todos los demás a preparar todos los regalos. Cuando estén listos, se encuentran con un problema más: todos los renos que faltan (por el Sr. Crocker, quien accidentalmente a todos ellos en un intento por permanecer oculto).  Se decide utilizar la magia van como sustituto. Apenas se las arreglan para hacerlo a través de la Ira Warlock durante el invierno, y darles todos los regalos a todos.
El día de Navidad, Santa vuelve a la normalidad y se da cuenta de que todo el trabajo se hace por Navidad para Timmy. Después de Santa pone de nuevo en su ropa, todos ellos del partido. Crocker recibe su regalo de Navidad por primera vez (un nuevo vínculo que se ve exactamente igual que uno que ya tiene, el que ama) y Timmy y Tootie beso bajo el muérdago. Poof luego vuela hasta la pantalla y dice que sus palabras no tienen voz Randy Jackson: "Dios nos bendiga a todos". Cosmo y Wanda luego vuelan hasta la pantalla. Wanda dice: "Ningún hada fue maltratada en la realización de esta película", pero Cosmo dice que tiene un corte de papel. En la casa de los padres de Timmy, el pony del Sr. Turner tiene caca de helado, al igual que él deseaba.

## Reparto
| Actor             | Personaje                | Notas |
| ----------------- | ------------------------ | ----- |
| Drake Bell        | Timmy Turner             |       |
| Daniella Monet    | Tootie                   |       |
| Daran Norris      | Sr. Turner               |       |
| Teryl Rothery     | Sra. Turner              |       |
| David Lewis       | Denzel Crocker           |       |
| Mark Gibbon       | Jorgon Von Strangle      |       |
| Travis Turner     | David Dingle             |       |
| Devyn Dalton      | Christmas Carol          |       |
| Tony Cox          | Elmer, el duende anciano |       |
| Devon Weigel      | Vicky                    |       |
| Butch Hartman     | Carolero de Navidad      | Cameo |
| Donavon Stinson   | Santa Claus              |       |
| Daran Norris      | Cosmo                    | Voz   |
| Susanne Blakeslee | Wanda                    | Voz   |
| Tara Strong       | Poof                     | Voz   |

## Recepción
El 29 de noviembre de 2012, A Fairly Odd Christmas tuvo una audiencia de 4.473.000 en su fecha de estreno.

## Producción
Veinte días después del estreno de la película de A Fairly Odd Movie: Grow Up, Timmy Turner! en Nickelodeon, el creador y escritor de la película de Los Padrinos Mágicos, Butch Hartman dijo en su Twitter que estaba trabajando en ideas para una secuela de Grow Up, Timmy Turner!. El 14 de marzo de 2012, durante Nickelodeon's Upfront 2012-2013, la película antes mencionada secuela fue anunciada.
La película fue filmada en Vancouver, Canadá, del 23 de marzo al 18 de abril de 2012, de acuerdo con BC Film Commission. El 8 de noviembre, Columbia Records y Nickelodeon anunciaron el lanzamiento del álbum "Merry Nickmas", que incluiría un grabación de "Santa Claus Is Coming to Town" por Rachel Crow. Se anunció que la entrega de Rachel de "Santa Claus Is Comin' To Town" también se presentará en Nickelodeon "A Fairly Odd Christmas" , que se estrenará el viernes, 30 de noviembre, a las 8 p. m. (ET / PT). El 9 de noviembre, TV Guide anunció oficialmente el estreno de la película el 30 de noviembre, y lanzó su primer tráiler. Sin embargo, el 16 de noviembre, Nickelodeon cambió el estreno para noviembre 29 a las 7/6c, y el sitio web oficial de la película en Nickelodeon lanzó un tráiler anunciando la nueva fecha de transmisión. Nickelodeon dijo, vía Twitter, que están transmitiendo la película de nuevo el 30 de noviembre a las 8/7c todos modos.